# Svjetsko prvenstvo u nogometu – Meksiko 1986.
13. Svjetsko prvenstvo u nogometu održalo se u Meksiku od 31. svibnja do 29. lipnja 1986. godine.
Prvotno je prvenstvo bilo dodijeljeno Kolumbiji, koja je zbog teške gospodarske situacije domaćinstvo izgubila te je ono dodijeljeno Meksiku.
Niti mjesec dana prije prvenstva, veliki potres je pogodio Meksiko i rezultirao velikim ljudskim žrtvama, dok su brojni objekti bili srušeni. Međutim, stadioni su bili izvrsne kakvoće i podnijeli su silinu potresa. Domaćini nisu kanili prepustiti domaćinstvo nekom drugom i prvenstvo se odigralo u Meksiku.

## Konačni poredak
| Argentina |
| Njemačka  |
| Francuska |

## Vanjske poveznice
- SP 1986.  Arhivirana inačica izvorne stranice od 16. lipnja 2019. (Wayback Machine) na fifa.com (engl.)
- Povijest SP: Meksiko 1986.